# 麴智湛
麴智湛（?—669年），高昌国王麴文泰的儿子，麴智盛的弟弟。640年唐朝灭亡高昌，封麹智盛为左武卫将军，封金城郡公；麹智湛为右武卫中郎将，天山县公。651年，受到西突厥势力威胁，唐朝将在龟兹的安西都护府迁回高昌。西州刺史麹智湛兼任安西都护。658年，唐朝灭亡西突厥，安西都护府升为安西大都护府，再回龟兹，麹智湛卸任，麟德年间，又任左骁卫大将军、西州刺史。總章二年（669年）三月二十二日去世。天授初年，其子麹崇裕官拜左武卫大将军，交河郡王。
甘露寺尼姑真如为麴智湛女，其墓志铭称麴智湛为“左骁卫大将军、西州都督、上柱国、天山郡开国公”。